# Höggravskulturen

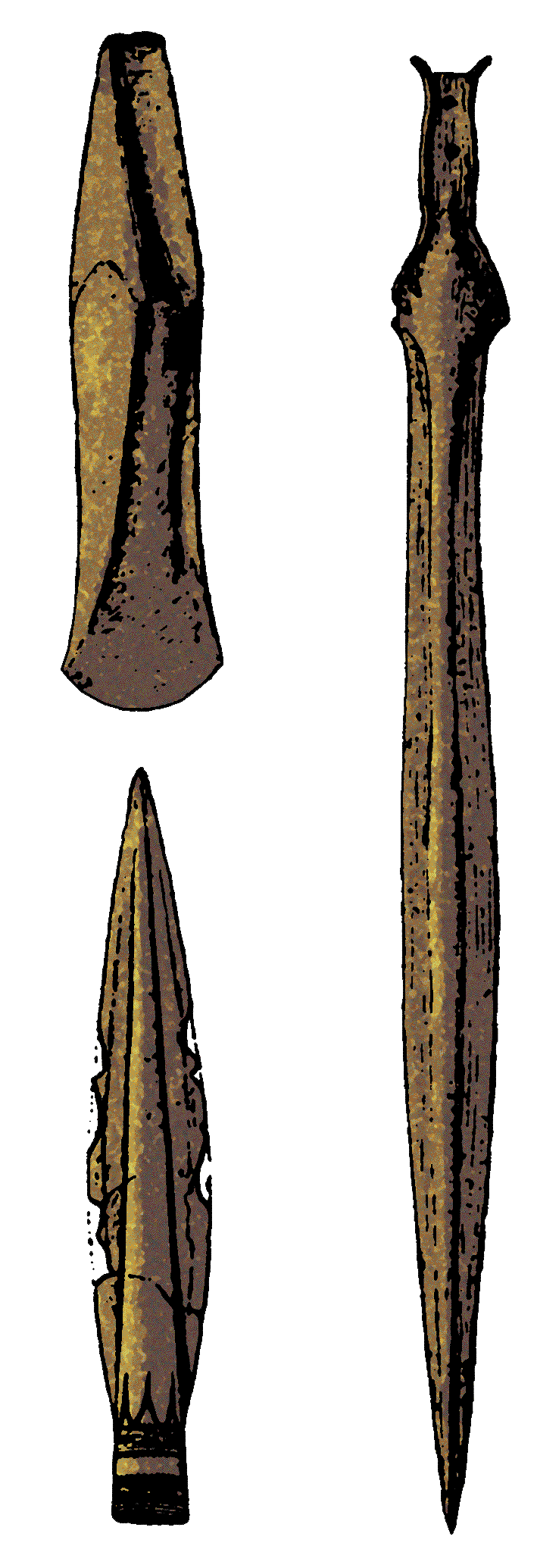
Höggravkulturens vapen

Höggravskulturen eller på tyska Hügelgrabkultur, var en bronsålderskultur som existerade i Centraleuropa mellan 1800 och 1300 f.Kr. Höggravskulturen begravde som namnet antyder sina döda i stora gravhögar, något som också förekommer i Sverige under samma tid men fortsätter i Skandinavien ända till och med vikingatid. Ofta kunde flera människor begravas i samma hög. 
Höggravskulturen tillhör alltså mellersta bronsåldern, och omfattar en rad lokalgrupper i det centraleuropeiska bälte som sträcker sig från östra Frankrike vid Rhen till Karpaterna.  Grupper med uttalade lokala särdrag fanns. Ett kulturellt centrum  fanns väster om Rhen. En annan viktig trakt var båda sidor om övre Donau, samt i Bayern, Österrike, södra Böhmen och södra Thüringen. Det tredje centrala kulturområde var Lausitzkulturen i Östtyskland och västra Polen.   Höggravskulturen har haft stort inflytande på den nordiska bronsålderskulturen. Kulturen hade en gemensam ritual för de döda, de materiella artefakterna som präglades av en överregional bronsindustri och långtgående handelsförbindelser med kulturella kontakter. Under början av bronsåldern är påverkan störst från Ungern och Rumänien, varifrån en rad färdiga föremål importeras, och senare påverkas även den nordiska ornamentiken från detta område. Lite är känt om kulturen ekonomiska grunder men befolkningen försörjde sig troligen på boskapsskötsel och intog en viktig mellanställning i den nord-sydgående handeln. Män och kvinnor begravdes påklädda dräkter, ofta med vapen och smycken. Gravgömman var ofta en urholkad trädstam, en kista eller hällkistor byggda i sten.
Höggravskulturen föregicks av Únéticekulturen och kom att efterföljas av Urnefältskulturen

## Trzcinieckulturen
Trzcinieckulturen (2000-1000 f.Kr) är en nordöstlig gren av höggravskulturen, utbredd under mitten av äldre bronsåldern i östra Polen. Kännetecknande är bl.a. keramiken med skarpkantig mynningsrand, halsvulst och horisontella fåror på kärlets hals. 
Trzcinieckulturen har möjligen under äldre bronsåldern influerat keramikstilen i Estland (Villakeramiken), sydvästra Finland (Kiukaiskulturen) och även i Mälardalen (Alby).

## Höggravskulturen i Norden
I höggravar i Norden under äldre bronsåldern (ca 1300 – 1000 f. Kr.) placerades den döde i en sten- eller ekstamkista, över vilken lades ett kärnröse av sten som sedan i Skåne och Danmark täcktes av en ofta monumental jordhög. Längre norrut saknas jordfyllningen och röset har istället byggts på till full höjd, s. k. storrösen, av vilka de mest berömda är de gotländska kraterrösena (t. ex. Digerroir och Koparve). Gravhögarna är klart kustbundna och ligger vanligen i långa rader längs de forntida vägarna på åsryggarna.
Särskilt betydelsefulla är de danska ekkistegravarna som med sina synnerligen välbevarade dräktfynd bidragit till kunskapen om bronsålderns dräktskick, t. ex. mansgravarna i Borum Eshøj och Muldbjerg och kvinnogravarna i Egtved och Skrydstru. Männen var klädda i mantlar, koftor, ländkläden, mössor och tygskor, kvinnorna, som ofta hade konstfärdiga håruppsättningar, i tröjor, ländkläden eller kort snörkjol.
Mannens gravgåvor var hans bronsvapen, svärd, dolk och yxa, kvinnans oftast hennes smycken, bälteplatta, tutuli samt arm- och öronringar av brons, ibland av guld. Ofta medföljde kam och sybehör.
Med likbränningens införande omkring 1000 f. Kr. försvinner höggravsskicket för att återkomma först under folkvandringstiden (400 – 550 e. Kr.). Gravskiktet fortsatte brukas genom såväl Vendeltid som vikingatiden (800 – 1050), alltså genom hela den yngre järnåldern. Då främst som exponenter för en politisk överhöghet, hövdinga- och kungagravar (t. ex. Uppsala högar och Inglingegraven i Småland).